# Argentina en la Copa América Femenina 2025
La selección femenina de fútbol de Argentina es uno de los 10 equipos participantes en la Copa América Femenina 2025. El torneo tiene lugar en Ecuador, llevándose a cabo entre el 11 de julio y el 2 de agosto.

## Preparación

### Amistosos de preparación
| Fecha                 | Lugar     | Competición |           |                      | Resultado |                      |           |
| --------------------- | --------- | ----------- | --------- | -------------------- | --------- | -------------------- | --------- |
| 22 de febrero de 2025 | Santiago  | Amistoso    | Chile     | Bandera de Chile     | 0:3 (0:1) | Bandera de Argentina | Argentina |
| 25 de febrero de 2025 | Santiago  | Amistoso    | Chile     | Bandera de Chile     | 0:0       | Bandera de Argentina | Argentina |
| 4 de abril de 2025    | Vancouver | Amistoso    | Canadá    | Bandera de Canadá    | 3:0 (2:0) | Bandera de Argentina | Argentina |
| 8 de abril de 2025    | Langford  | Amistoso    | Canadá    | Bandera de Canadá    | 0:1 (0:1) | Bandera de Argentina | Argentina |
| 30 de mayo de 2025    | Melbourne | Amistoso    | Australia | Bandera de Australia | 2:0 (1:0) | Bandera de Argentina | Argentina |
| 2 de junio de 2025    | Camberra  | Amistoso    | Australia | Bandera de Australia | 2:1 (4:1) | Bandera de Argentina | Argentina |

### Amistosos previos
| 22 de febrero de 2025 | Chile | 0:3 (0:1) | Argentina                                        | Estadio Bicentenario de La Florida, La Florida, Santiago |                                                         |
| 19:00 (UTC-3)         |       | Reporte   | - M. Pereyra 21' - Rodríguez 54' - Holzheier 66' | Asistencia: 4 294 espectadores Árbitro(s): Daiane Muniz  | Asistencia: 4 294 espectadores Árbitro(s): Daiane Muniz |

| Uniformes | Uniformes |
| --------- | --------- |
|           |           |

| 25 de febrero de 2025 | Chile | 0:0     | Argentina | Complejo Deportivo Juan Pinto Durán, Macul, Santiago |                            |
| 10:30 (UTC-3)         |       | Reporte |           | Árbitro(s): Charly Deretti                           | Árbitro(s): Charly Deretti |

| Uniformes | Uniformes |
| --------- | --------- |
|           |           |

| 4 de abril de 2025 | Canadá                                  | 3:0 (2:0) | Argentina | Estadio BC Place, Vancouver |                           |
| 19:30 (UTC-7)      | - J. Rose 24' - Prince 39' - Grosso 87' | Reporte   |           | Árbitro(s): Natalie Simon   | Árbitro(s): Natalie Simon |

| Uniformes | Uniformes |
| --------- | --------- |
|           |           |

| 8 de abril de 2025 | Canadá | 0:1 (0:1) | Argentina       | Estadio Westhills, Langford    |                                |
| 19:00 (UTC-7)      |        | Reporte   | - Rodríguez 34' | Árbitro(s): Ekaterina Koroleva | Árbitro(s): Ekaterina Koroleva |

| Uniformes | Uniformes |
| --------- | --------- |
|           |           |

| 30 de mayo de 2025 | Australia                  | 2:0 (1:0) | Argentina | Estadio Docklands, Melbourne                                |                                                             |
| 20:00 (UTC+10)     | - Johnson 38' - Torpey 69' | Reporte   |           | Asistencia: 43 020 espectadores Árbitro(s): Pansa Chaisanit | Asistencia: 43 020 espectadores Árbitro(s): Pansa Chaisanit |

| Uniformes | Uniformes |
| --------- | --------- |
|           |           |

| 2 de junio de 2025 | Australia                                      | 2:1 (4:1) | Argentina      | Estadio Camberra, Camberra                                    |                                                               |
| 19:30 (UTC+10)     | - Sayer 14', 36' - van Egmond 72' - Heyman 86' | Reporte   | - K. Núñez 23' | Asistencia: 25 125 espectadores Árbitro(s): Supiree Testhomya | Asistencia: 25 125 espectadores Árbitro(s): Supiree Testhomya |

| Uniformes | Uniformes |
| --------- | --------- |
|           |           |

## Plantel

### Lista de convocadas
Entrenador:  Germán Portanova
La plantilla definitiva del equipo fue anunciada el 27 de junio.
| No. | Pos. | Jugadora             | Fecha de nacimiento (edad)         | Apa. | Goles | Club                 |
| --- | ---- | -------------------- | ---------------------------------- | ---- | ----- | -------------------- |
| 1   | POR  | Solana Pereyra       | 5 de abril de 1999 (26 años)       | -    | -     | San Lorenzo          |
| 2   | DEF  | Adriana Sachs        | 25 de diciembre de 1993 (31 años)  | -    | -     | Racing               |
| 3   | DEF  | Eliana Stábile       | 26 de noviembre de 1993 (31 años)  | -    | -     | Boca Juniors         |
| 4   | DEF  | Catalina Roggerone   | 3 de abril de 2003 (22 años)       | -    | -     | CSUB Roadrunners     |
| 5   | MED  | Vanina Preininger    | 26 de septiembre de 1996 (28 años) | -    | -     | San Lorenzo          |
| 6   | DEF  | Aldana Cometti       | 3 de marzo de 1996 (29 años)       | -    | -     | Madrid CFF           |
| 7   | DEL  | Margarita Giménez    | 1 de noviembre de 2004 (20 años)   | -    | -     | Ferro Carril Oeste   |
| 8   | MED  | Daiana Falfán        | 14 de octubre de 2000 (24 años)    | -    | -     | Newell's Old Boys    |
| 9   | DEL  | Kishi Núñez          | 17 de mayo de 2006 (19 años)       | -    | -     | Boca Juniors         |
| 10  | MED  | Maricel Pereyra      | 11 de mayo de 2002 (23 años)       | -    | -     | San Lorenzo          |
| 11  | DEL  | Yamila Rodríguez     | 24 de enero de 1998 (27 años)      | -    | -     | Grêmio               |
| 12  | POR  | Renata Masciarelli   | 23 de enero de 1997 (28 años)      | -    | -     | Juárez               |
| 13  | DEF  | Sophia Braun         | 26 de enero de 2000 (25 años)      | -    | -     | Spokane Zephyr FC    |
| 14  | DEF  | Milagros Martín      | 26 de abril de 2007 (18 años)      | -    | -     | Newell's Old Boys    |
| 15  | MED  | Florencia Bonsegundo | 14 de julio de 1993 (31 años)      | -    | -     | Madrid CFF           |
| 16  | MED  | Sofía Domínguez      | 16 de diciembre de 2005 (19 años)  | -    | -     | Newell's Old Boys    |
| 17  | DEL  | Francisca Altgelt    | 11 de mayo de 2006 (19 años)       | -    | -     | Rivera Plate         |
| 18  | DEL  | Carolina Troncoso    | 28 de febrero de 1991 (34 años)    | -    | -     | Boca Juniors         |
| 19  | MED  | Agostina Holzheier   | 30 de septiembre de 2003 (21 años) | -    | -     | Racing               |
| 20  | DEF  | Virginia Gómez       | 26 de febrero de 1991 (34 años)    | -    | -     | San Lorenzo          |
| 21  | DEL  | Paulina Gramaglia    | 21 de marzo de 2003 (22 años)      | -    | -     | Red Bull Bragantino  |
| 22  | DEL  | Betina Soriano       | 1 de marzo de 1994 (31 años)       | -    | -     | Belgrano             |
| 23  | POR  | Abigaíl Chaves       | 11 de julio de 1997 (28 años)      | -    | -     | Universidad de Chile |

## Participación

### Partidos
| Fecha       | Lugar | Instancia                    |           |                      | Resultado          |                      |           |
| ----------- | ----- | ---------------------------- | --------- | -------------------- | ------------------ | -------------------- | --------- |
| 15 de julio | Quito | Fase de grupos               | Uruguay   | Bandera de Uruguay   | 0:1 (0:0)          | Bandera de Argentina | Argentina |
| 18 de julio | Quito | Fase de grupos               | Argentina | Bandera de Argentina | 2:1 (0:1)          | Bandera de Chile     | Chile     |
| 21 de julio | Quito | Fase de grupos               | Argentina | Bandera de Argentina | 1:0 (0:0)          | Bandera de Perú      | Perú      |
| 24 de julio | Quito | Fase de grupos               | Ecuador   | Bandera de Ecuador   | 0:2 (0:1)          | Bandera de Argentina | Argentina |
| 28 de julio | Quito | Semifinales                  | Argentina | Bandera de Argentina | 0:0 (4:5 p.)       | Bandera de Colombia  | Colombia  |
| 1 de agosto | Quito | Definición del tercer puesto | Argentina | Bandera de Argentina | 2:2 (1:2) (5:4 p.) | Bandera de Uruguay   | Uruguay   |

### Fase de grupos - Grupo A

#### Posiciones
| Equipo    | Pts | PJ | PG | PE | PP | GF | GC | Dif |
| --------- | --- | -- | -- | -- | -- | -- | -- | --- |
| Argentina | 12  | 4  | 4  | 0  | 0  | 6  | 1  | +5  |
| Uruguay   | 7   | 4  | 2  | 1  | 1  | 6  | 3  | +3  |
| Chile     | 6   | 4  | 2  | 0  | 2  | 6  | 6  | 0   |
| Ecuador   | 4   | 4  | 1  | 1  | 2  | 6  | 7  | -1  |
| Perú      | 0   | 4  | 0  | 0  | 4  | 1  | 8  | -7  |

     — Clasificado para las semifinales.

     — Clasificado para la definición por el quinto puesto.

#### Uruguay vs. Argentina
| 15 de julio | Uruguay | 0:1 (0:0) | Argentina      | Estadio Banco Guayaquil, Quito |                         |
| 16:00       |         | Reporte   | Bonsegundo 76' | Árbitra: Zulma Quiñones        | Árbitra: Zulma Quiñones |

| 12         | Guardameta     | Agustina Sánchez     |     |
| 20         | Defensa        | Ángela Gómez         |     |
| 16         | Defensa        | Yannel Correa        | 67' |
| 2          | Defensa        | Stephanie Lacoste    |     |
| 7          | Defensa        | Stephanie Tregartten |     |
| 4          | Centrocampista | Laura Felipe         | 78' |
| 9          | Centrocampista | Pamela González      |     |
| 8          | Centrocampista | Ximena Velazco       | 78' |
| 11         | Centrocampista | Esperanza Pizarro    | 56' |
| 19         | Delantero      | Wendy Carballo       |     |
| 10         | Delantero      | Belén Aquino         | 67' |
| Entrenador | Entrenador     | Ariel Longo          |     |

| 1          | Guardameta     | Solana Pereyra       |     |
| 16         | Defensa        | Evelyn Domínguez     |     |
| 13         | Defensa        | Sophia Braun         |     |
| 6          | Defensa        | Aldana Cometti       |     |
| 3          | Defensa        | Eliana Stabile       |     |
| 18         | Centrocampista | Carolina Troncoso    | 54' |
| 22         | Centrocampista | Betina Soriano       | 68' |
| 8          | Centrocampista | Daiana Falfán        |     |
| 10         | Centrocampista | Maricel Pereyra      |     |
| 11         | Delantero      | Yamila Rodríguez     | 88' |
| 15         | Delantero      | Florencia Bonsegundo |     |
| Entrenador | Entrenador     | Germán Portanova     |     |

| 21 | Defensa        | Juliana Viera     | 56' |
| 3  | Defensa        | Daiana Farías     | 67' |
| 14 | Delantero      | Alaides Bonilla   | 67' |
| 5  | Centrocampista | Micaela Fitipaldi | 78' |
| 6  | Centrocampista | Sindy Ramírez     | 78' |

| 9  | Delantero      | Kishi Núñez        | 54' |
| 19 | Centrocampista | Agostina Holzheier | 68' |
| 5  | Centrocampista | Vanina Preininger  | 88' |

| Anotado | 76' | Florencia Bonsegundo | 0:1 |

| Amonestado | 81' | Wendy Carballo |

| Otorgado · Expulsado | 81' | Wendy Carballo |

| Árbitra             | Zulma Quiñonez     |
| Árbitras asistentes | Nadia Weiler       |
| Árbitras asistentes | Nancy Fernández    |
| Cuarta árbitra      | Emikar Calderas    |
| Quinta árbitra      | Migdalia Rodríguez |
| Asesora de árbitras | Regildenia Moura   |

| 12         | Guardameta     | Agustina Sánchez     |     |
| 20         | Defensa        | Ángela Gómez         |     |
| 16         | Defensa        | Yannel Correa        | 67' |
| 2          | Defensa        | Stephanie Lacoste    |     |
| 7          | Defensa        | Stephanie Tregartten |     |
| 4          | Centrocampista | Laura Felipe         | 78' |
| 9          | Centrocampista | Pamela González      |     |
| 8          | Centrocampista | Ximena Velazco       | 78' |
| 11         | Centrocampista | Esperanza Pizarro    | 56' |
| 19         | Delantero      | Wendy Carballo       |     |
| 10         | Delantero      | Belén Aquino         | 67' |
| Entrenador | Entrenador     | Ariel Longo          |     |

| 1          | Guardameta     | Solana Pereyra       |     |
| 16         | Defensa        | Evelyn Domínguez     |     |
| 13         | Defensa        | Sophia Braun         |     |
| 6          | Defensa        | Aldana Cometti       |     |
| 3          | Defensa        | Eliana Stabile       |     |
| 18         | Centrocampista | Carolina Troncoso    | 54' |
| 22         | Centrocampista | Betina Soriano       | 68' |
| 8          | Centrocampista | Daiana Falfán        |     |
| 10         | Centrocampista | Maricel Pereyra      |     |
| 11         | Delantero      | Yamila Rodríguez     | 88' |
| 15         | Delantero      | Florencia Bonsegundo |     |
| Entrenador | Entrenador     | Germán Portanova     |     |

| 21 | Defensa        | Juliana Viera     | 56' |
| 3  | Defensa        | Daiana Farías     | 67' |
| 14 | Delantero      | Alaides Bonilla   | 67' |
| 5  | Centrocampista | Micaela Fitipaldi | 78' |
| 6  | Centrocampista | Sindy Ramírez     | 78' |

| 9  | Delantero      | Kishi Núñez        | 54' |
| 19 | Centrocampista | Agostina Holzheier | 68' |
| 5  | Centrocampista | Vanina Preininger  | 88' |

| Anotado | 76' | Florencia Bonsegundo | 0:1 |

| Amonestado | 81' | Wendy Carballo |

| Otorgado · Expulsado | 81' | Wendy Carballo |

| Árbitra             | Zulma Quiñonez     |
| Árbitras asistentes | Nadia Weiler       |
| Árbitras asistentes | Nancy Fernández    |
| Cuarta árbitra      | Emikar Calderas    |
| Quinta árbitra      | Migdalia Rodríguez |
| Asesora de árbitras | Regildenia Moura   |

| Estadísticas      | Bandera de Uruguay | Bandera de Argentina |
| Tiros             | 9                  | 13                   |
| Tiros a puerta    | 4                  | 3                    |
| Faltas            | 8                  | 13                   |
| Saques de esquina | 3                  | 3                    |
| Penaltis          | 0                  | 0                    |
| Fueras de juego   | 1                  | 2                    |
| Posesión de balón | 40%                | 60%                  |

#### Argentina vs. Chile
| 18 de julio | Argentina                | 2:1 (0:1) | Chile     | Estadio Banco Guayaquil, Quito |                              |
| 19:00       | Falfán 75' · Cometti 90' | Reporte   | Pardo 11' | Árbitra: María Victoria Daza   | Árbitra: María Victoria Daza |

| 1          | Guardameta     | Solana Pereyra       |     |
| 16         | Defensa        | Evelyn Domínguez     |     |
| 13         | Defensa        | Sophia Braun         |     |
| 6          | Defensa        | Aldana Cometti       |     |
| 3          | Defensa        | Eliana Stabile       | 57' |
| 10         | Centrocampista | Maricel Pereyra      | 63' |
| 22         | Centrocampista | Betina Soriano       | 73' |
| 8          | Centrocampista | Daiana Falfán        |     |
| 15         | Centrocampista | Florencia Bonsegundo |     |
| 11         | Delantero      | Yamila Rodríguez     | 57' |
| 9          | Delantero      | Kishi Núñez          | 73' |
| Entrenador | Entrenador     | Germán Portanova     |     |

| 1          | Guardameta     | Antonia Canales   |     |
| 22         | Defensa        | Rosario Balmaceda |     |
| 4          | Defensa        | Catalina Figueroa |     |
| 18         | Defensa        | Camila Sáez       |     |
| 17         | Defensa        | Fernanda Pinilla  |     |
| 11         | Centrocampista | Yessenia López    | 70' |
| 6          | Centrocampista | Yastin Jiménez    |     |
| 10         | Centrocampista | Yanara Aedo       | 70' |
| 21         | Delantero      | Mary Valencia     | 83' |
| 8          | Delantero      | Karen Araya       | 83' |
| 14         | Delantero      | Vaitiare Pardo    | 63' |
| Entrenador | Entrenador     | Luis Mena         |     |

| 14 | Defensa        | Milagros Martín    | 57' |
| 19 | Centrocampista | Agostina Holzheier | 57' |
| 17 | Delantero      | Francisca Altgelt  | 63' |
| 21 | Delantero      | Paulina Gramaglia  | 73' |
| 5  | Centrocampista | Vanina Preininger  | 73' |

| 19 | Delantero      | Pamela Cabezas | 63' |
| 5  | Centrocampista | Nayadet Opazo  | 70' |
| 9  | Delantero      | Sonya Keefe    | 70' |
| 7  | Delantero      | Yenny Acuña    | 83' |
| 15 | Centrocampista | Gisela Pino    | 83' |

| Anotado | 75' | Daiana Falfán  | 1:1 |
| Anotado | 90' | Aldana Cometti | 2:1 |

| Anotado | 11' | Vaitiare Pardo | 0:1 |

| Amonestado | 40' | Sophia Braun       |
| Amonestado | 77' | Agostina Holzheier |
| Amonestado | 78' | Paulina Gramaglia  |

| Amonestado | 13' | Mary Valencia |
| Amonestado | 80' | Karen Araya   |

| Expulsado | 90+4' | Yenny Acuña |

| Árbitra             | María Victoria Daza |
| Árbitras asistentes | Mary Blanco         |
| Árbitras asistentes | Mayra Sánchez       |
| Cuarta árbitra      | Daiane Muniz        |
| Quinta árbitra      | Maira Mastella      |
| Asesor de árbitras  | Carlos Pastorino    |

| 1          | Guardameta     | Solana Pereyra       |     |
| 16         | Defensa        | Evelyn Domínguez     |     |
| 13         | Defensa        | Sophia Braun         |     |
| 6          | Defensa        | Aldana Cometti       |     |
| 3          | Defensa        | Eliana Stabile       | 57' |
| 10         | Centrocampista | Maricel Pereyra      | 63' |
| 22         | Centrocampista | Betina Soriano       | 73' |
| 8          | Centrocampista | Daiana Falfán        |     |
| 15         | Centrocampista | Florencia Bonsegundo |     |
| 11         | Delantero      | Yamila Rodríguez     | 57' |
| 9          | Delantero      | Kishi Núñez          | 73' |
| Entrenador | Entrenador     | Germán Portanova     |     |

| 1          | Guardameta     | Antonia Canales   |     |
| 22         | Defensa        | Rosario Balmaceda |     |
| 4          | Defensa        | Catalina Figueroa |     |
| 18         | Defensa        | Camila Sáez       |     |
| 17         | Defensa        | Fernanda Pinilla  |     |
| 11         | Centrocampista | Yessenia López    | 70' |
| 6          | Centrocampista | Yastin Jiménez    |     |
| 10         | Centrocampista | Yanara Aedo       | 70' |
| 21         | Delantero      | Mary Valencia     | 83' |
| 8          | Delantero      | Karen Araya       | 83' |
| 14         | Delantero      | Vaitiare Pardo    | 63' |
| Entrenador | Entrenador     | Luis Mena         |     |

| 14 | Defensa        | Milagros Martín    | 57' |
| 19 | Centrocampista | Agostina Holzheier | 57' |
| 17 | Delantero      | Francisca Altgelt  | 63' |
| 21 | Delantero      | Paulina Gramaglia  | 73' |
| 5  | Centrocampista | Vanina Preininger  | 73' |

| 19 | Delantero      | Pamela Cabezas | 63' |
| 5  | Centrocampista | Nayadet Opazo  | 70' |
| 9  | Delantero      | Sonya Keefe    | 70' |
| 7  | Delantero      | Yenny Acuña    | 83' |
| 15 | Centrocampista | Gisela Pino    | 83' |

| Anotado | 75' | Daiana Falfán  | 1:1 |
| Anotado | 90' | Aldana Cometti | 2:1 |

| Anotado | 11' | Vaitiare Pardo | 0:1 |

| Amonestado | 40' | Sophia Braun       |
| Amonestado | 77' | Agostina Holzheier |
| Amonestado | 78' | Paulina Gramaglia  |

| Amonestado | 13' | Mary Valencia |
| Amonestado | 80' | Karen Araya   |

| Expulsado | 90+4' | Yenny Acuña |

| Árbitra             | María Victoria Daza |
| Árbitras asistentes | Mary Blanco         |
| Árbitras asistentes | Mayra Sánchez       |
| Cuarta árbitra      | Daiane Muniz        |
| Quinta árbitra      | Maira Mastella      |
| Asesor de árbitras  | Carlos Pastorino    |

| Estadísticas      | Bandera de Argentina | Bandera de Chile |
| Tiros             | 15                   | 8                |
| Tiros a puerta    | 5                    | 1                |
| Faltas            | 11                   | 12               |
| Saques de esquina | 2                    | 6                |
| Penaltis          | 0                    | 0                |
| Fueras de juego   | 5                    | 2                |
| Posesión de balón | 53%                  | 47%              |

#### Argentina vs. Perú
| 21 de julio | Argentina     | 1:0 (0:0) | Perú | Estadio Banco Guayaquil, Quito |                       |
| 16:00       | Rodríguez 88' | Reporte   |      | Árbitra: Daiane Muniz          | Árbitra: Daiane Muniz |

| 1          | Guardameta     | Solana Pereyra     |     |
| 4          | Defensa        | Catalina Roggerone |     |
| 13         | Defensa        | Sophia Braun       |     |
| 6          | Defensa        | Aldana Cometti     |     |
| 14         | Defensa        | Milagros Martín    |     |
| 16         | Centrocampista | Evelyn Domínguez   | 71' |
| 5          | Centrocampista | Vanina Preininger  | 64' |
| 8          | Centrocampista | Daiana Falfán      |     |
| 10         | Centrocampista | Maricel Pereyra    | 46' |
| 21         | Delantero      | Paulina Gramaglia  | 46' |
| 9          | Delantero      | Kishi Núñez        | 46' |
| Entrenador | Entrenador     | Germán Portanova   |     |

| 12          | Guardameta     | Maryory Sánchez  |     |
| 3           | Defensa        | Tifani Molina    | 71' |
| 17          | Defensa        | Fabiola Herrera  | 85' |
| 4           | Defensa        | Braelynn Llamoca |     |
| 14          | Defensa        | Scarleth Flores  |     |
| 13          | Centrocampista | Mía León         |     |
| 16          | Centrocampista | Yomira Tacilla   | 60' |
| 6           | Centrocampista | Claudia Cagnina  |     |
| 7           | Centrocampista | Sandy Dorador    | 61' |
| 21          | Centrocampista | Nora Bilcape     |     |
| 9           | Delantero      | Pierina Núñez    |     |
| Entrenadora | Entrenadora    | Emily Lima       |     |

| 11 | Delantero      | Yamila Rodríguez     | 46' |
| 15 | Centrocampista | Florencia Bonsegundo | 46' |
| 19 | Centrocampista | Agostina Holzheier   | 46' |
| 22 | Delantero      | Betina Soriano       | 64' |
| 18 | Delantero      | Carolina Troncoso    | 71' |

| 2  | Defensa        | Gianella Romero    | 60' |
| 8  | Centrocampista | Geraldine Cisneros | 61' |
| 19 | Delantero      | Birka Ruiz         | 71' |
| 11 | Delantero      | Xioczana Canales   | 85' |

| Anotado | 88' | Yamila Rodríguez | 1:0 |

| Amonestado | 74' | Betina Soriano    |
| Amonestado | 78' | Carolina Troncoso |

| Amonestado | 53'   | Mía León   |
| Amonestado | 90+4' | Birka Ruiz |

| Árbitra             | Daiane Muniz       |
| Árbitras asistentes | Leila Moreira      |
| Árbitras asistentes | Maira Mastella     |
| Cuarta árbitra      | Ivana Projkovska   |
| Quinta árbitra      | Giulia Tempestilli |
| Asesora de árbitras | Cynthia Franco     |

| 1          | Guardameta     | Solana Pereyra     |     |
| 4          | Defensa        | Catalina Roggerone |     |
| 13         | Defensa        | Sophia Braun       |     |
| 6          | Defensa        | Aldana Cometti     |     |
| 14         | Defensa        | Milagros Martín    |     |
| 16         | Centrocampista | Evelyn Domínguez   | 71' |
| 5          | Centrocampista | Vanina Preininger  | 64' |
| 8          | Centrocampista | Daiana Falfán      |     |
| 10         | Centrocampista | Maricel Pereyra    | 46' |
| 21         | Delantero      | Paulina Gramaglia  | 46' |
| 9          | Delantero      | Kishi Núñez        | 46' |
| Entrenador | Entrenador     | Germán Portanova   |     |

| 12          | Guardameta     | Maryory Sánchez  |     |
| 3           | Defensa        | Tifani Molina    | 71' |
| 17          | Defensa        | Fabiola Herrera  | 85' |
| 4           | Defensa        | Braelynn Llamoca |     |
| 14          | Defensa        | Scarleth Flores  |     |
| 13          | Centrocampista | Mía León         |     |
| 16          | Centrocampista | Yomira Tacilla   | 60' |
| 6           | Centrocampista | Claudia Cagnina  |     |
| 7           | Centrocampista | Sandy Dorador    | 61' |
| 21          | Centrocampista | Nora Bilcape     |     |
| 9           | Delantero      | Pierina Núñez    |     |
| Entrenadora | Entrenadora    | Emily Lima       |     |

| 11 | Delantero      | Yamila Rodríguez     | 46' |
| 15 | Centrocampista | Florencia Bonsegundo | 46' |
| 19 | Centrocampista | Agostina Holzheier   | 46' |
| 22 | Delantero      | Betina Soriano       | 64' |
| 18 | Delantero      | Carolina Troncoso    | 71' |

| 2  | Defensa        | Gianella Romero    | 60' |
| 8  | Centrocampista | Geraldine Cisneros | 61' |
| 19 | Delantero      | Birka Ruiz         | 71' |
| 11 | Delantero      | Xioczana Canales   | 85' |

| Anotado | 88' | Yamila Rodríguez | 1:0 |

| Amonestado | 74' | Betina Soriano    |
| Amonestado | 78' | Carolina Troncoso |

| Amonestado | 53'   | Mía León   |
| Amonestado | 90+4' | Birka Ruiz |

| Árbitra             | Daiane Muniz       |
| Árbitras asistentes | Leila Moreira      |
| Árbitras asistentes | Maira Mastella     |
| Cuarta árbitra      | Ivana Projkovska   |
| Quinta árbitra      | Giulia Tempestilli |
| Asesora de árbitras | Cynthia Franco     |

| Estadísticas      | Bandera de Argentina | Bandera de Perú |
| Tiros             | 25                   | 5               |
| Tiros a puerta    | 9                    | 1               |
| Faltas            | 8                    | 12              |
| Saques de esquina | 4                    | 7               |
| Penaltis          | 1                    | 0               |
| Fueras de juego   | 3                    | 2               |
| Posesión de balón | 60%                  | 40%             |

#### Ecuador vs. Argentina
| 24 de julio | Ecuador | 0:2 (0:1) | Argentina                  | Estadio IDV, Quito      |                         |
| 19:00       |         | Reporte   | Núñez 19' · Bonsegundo 70' | Árbitra: Adriana Farfán | Árbitra: Adriana Farfán |

| 12         | Guardameta     | Andrea Moran      |     |
| 19         | Defensa        | Kerlly Real       |     |
| 2          | Defensa        | Mayerli Rodríguez |     |
| 16         | Defensa        | Ligia Moreira     |     |
| 23         | Defensa        | Jessy Caicedo     | 69' |
| 7          | Centrocampista | Emily Arias       |     |
| 5          | Centrocampista | Stefany Cedeño    | 68' |
| 4          | Centrocampista | Justine Cuadra    |     |
| 15         | Centrocampista | Manoly Baquerizo  | 59' |
| 11         | Delantero      | Karen Flores      |     |
| 9          | Delantero      | Nayely Bolaños    |     |
| Entrenador | Entrenador     | Eduardo Moscoso   |     |

| 23         | Guardameta     | Abigail Chaves     |     |
| 4          | Defensa        | Catalina Roggerone | 58' |
| 2          | Defensa        | Adriana Sachs      |     |
| 20         | Defensa        | Virginia Gómez     |     |
| 6          | Defensa        | Aldana Cometti     |     |
| 18         | Centrocampista | Carolina Troncoso  | 58' |
| 22         | Centrocampista | Betina Soriano     |     |
| 5          | Centrocampista | Vanina Preininger  |     |
| 7          | Centrocampista | Margarita Giménez  | 68' |
| 21         | Delantero      | Paulina Gramaglia  | 78' |
| 9          | Delantero      | Kishi Núñez        | 68' |
| Entrenador | Entrenador     | Germán Portanova   |     |

| 10 | Centrocampista | Joselyn Espinales | 59' |
| 8  | Centrocampista | Evelyn Burgos     | 68' |
| 13 | Delantero      | Nicole Charcopa   | 69' |

| 16 | Centrocampista | Sofía Domínguez      | 58' |
| 10 | Centrocampista | Maricel Pereyra      | 58' |
| 15 | Centrocampista | Florencia Bonsegundo | 68' |
| 11 | Delantero      | Yamila Rodríguez     | 68' |
| 19 | Centrocampista | Agostina Holzheier   | 78' |

| Anotado | 19' | Kishi Núñez          | 0:1 |
| Anotado | 70' | Florencia Bonsegundo | 0:2 |

| Amonestado | 90'   | Joselyn Espinales |
| Amonestado | 90+1' | Justine Cuadra    |

| Amonestado | 27'   | Catalina Roggerone |
| Amonestado | 45+7' | Carolina Troncoso  |
| Amonestado | 60'   | Kishi Núñez        |
| Amonestado | 80'   | Betina Soriano     |

| Árbitra             | Adriana Farfán      |
| Árbitras asistentes | Elizabeth Blanco    |
| Árbitras asistentes | Maricela Urapuca    |
| Cuarta árbitra      | María Victoria Daza |
| Quinta árbitra      | Mayra Sánchez       |
| Asesor de árbitras  | Carlos Pastorino    |

| 12         | Guardameta     | Andrea Moran      |     |
| 19         | Defensa        | Kerlly Real       |     |
| 2          | Defensa        | Mayerli Rodríguez |     |
| 16         | Defensa        | Ligia Moreira     |     |
| 23         | Defensa        | Jessy Caicedo     | 69' |
| 7          | Centrocampista | Emily Arias       |     |
| 5          | Centrocampista | Stefany Cedeño    | 68' |
| 4          | Centrocampista | Justine Cuadra    |     |
| 15         | Centrocampista | Manoly Baquerizo  | 59' |
| 11         | Delantero      | Karen Flores      |     |
| 9          | Delantero      | Nayely Bolaños    |     |
| Entrenador | Entrenador     | Eduardo Moscoso   |     |

| 23         | Guardameta     | Abigail Chaves     |     |
| 4          | Defensa        | Catalina Roggerone | 58' |
| 2          | Defensa        | Adriana Sachs      |     |
| 20         | Defensa        | Virginia Gómez     |     |
| 6          | Defensa        | Aldana Cometti     |     |
| 18         | Centrocampista | Carolina Troncoso  | 58' |
| 22         | Centrocampista | Betina Soriano     |     |
| 5          | Centrocampista | Vanina Preininger  |     |
| 7          | Centrocampista | Margarita Giménez  | 68' |
| 21         | Delantero      | Paulina Gramaglia  | 78' |
| 9          | Delantero      | Kishi Núñez        | 68' |
| Entrenador | Entrenador     | Germán Portanova   |     |

| 10 | Centrocampista | Joselyn Espinales | 59' |
| 8  | Centrocampista | Evelyn Burgos     | 68' |
| 13 | Delantero      | Nicole Charcopa   | 69' |

| 16 | Centrocampista | Sofía Domínguez      | 58' |
| 10 | Centrocampista | Maricel Pereyra      | 58' |
| 15 | Centrocampista | Florencia Bonsegundo | 68' |
| 11 | Delantero      | Yamila Rodríguez     | 68' |
| 19 | Centrocampista | Agostina Holzheier   | 78' |

| Anotado | 19' | Kishi Núñez          | 0:1 |
| Anotado | 70' | Florencia Bonsegundo | 0:2 |

| Amonestado | 90'   | Joselyn Espinales |
| Amonestado | 90+1' | Justine Cuadra    |

| Amonestado | 27'   | Catalina Roggerone |
| Amonestado | 45+7' | Carolina Troncoso  |
| Amonestado | 60'   | Kishi Núñez        |
| Amonestado | 80'   | Betina Soriano     |

| Árbitra             | Adriana Farfán      |
| Árbitras asistentes | Elizabeth Blanco    |
| Árbitras asistentes | Maricela Urapuca    |
| Cuarta árbitra      | María Victoria Daza |
| Quinta árbitra      | Mayra Sánchez       |
| Asesor de árbitras  | Carlos Pastorino    |

| Estadísticas      | Bandera de Ecuador | Bandera de Argentina |
| Tiros             | 9                  | 12                   |
| Tiros a puerta    | 3                  | 5                    |
| Faltas            | 9                  | 16                   |
| Saques de esquina | 2                  | 2                    |
| Penaltis          | 0                  | 0                    |
| Fueras de juego   | 1                  | 3                    |
| Posesión de balón | 57%                | 43%                  |

### Semifinales

#### Argentina vs. Colombia
| 28 de julio | Argentina                                                  | 0:0 (4:5 p.)               | Colombia                                             | Estadio Rodrigo Paz Delgado, Quito         |                                            |
| 19:00       |                                                            | Reporte                    |                                                      | Árbitra: Ivana Projkovska VAR: Luis Quiroz | Árbitra: Ivana Projkovska VAR: Luis Quiroz |
|             |                                                            | Tiros desde el punto penal |                                                      |                                            |                                            |
|             | Bonsegundo · Braun · Gramaglia · Cometti · Núñez · Stabile |                            | Usme · Carabalí · Paví · Ramírez · Caicedo · Bonilla |                                            |                                            |

| 1          | Guardameta     | Solana Pereyra       |     |
| 4          | Defensa        | Catalina Roggerone   |     |
| 13         | Defensa        | Sophia Braun         |     |
| 6          | Defensa        | Aldana Cometti       |     |
| 14         | Defensa        | Milagros Martín      | 70' |
| 16         | Centrocampista | Evelyn Domínguez     | 80' |
| 5          | Centrocampista | Vanina Preininger    |     |
| 8          | Centrocampista | Daiana Falfán        |     |
| 10         | Delantero      | Maricel Pereyra      | 80' |
| 11         | Delantero      | Yamila Rodríguez     | 66' |
| 15         | Delantero      | Florencia Bonsegundo |     |
| Entrenador | Entrenador     | Germán Portanova     |     |

| 12         | Guardameta     | Katherine Tapia  |     |
| 17         | Defensa        | Carolina Arias   | 76' |
| 3          | Defensa        | Daniela Arias    |     |
| 16         | Defensa        | Jorelyn Carabalí |     |
| 22         | Defensa        | Daniela Caracas  |     |
| 10         | Centrocampista | Leicy Santos     |     |
| 5          | Centrocampista | Lorena Bedoya    | 75' |
| 11         | Centrocampista | Catalina Usme    |     |
| 21         | Delantero      | Valerin Loboa    | 76' |
| 9          | Delantero      | Mayra Ramírez    |     |
| 18         | Delantero      | Linda Caicedo    |     |
| Entrenador | Entrenador     | Ángelo Marsiglia |     |

| 9  | Delantero | Kishi Núñez       | 66' |
| 3  | Defensa   | Eliana Stábile    | 70' |
| 21 | Delantero | Paulina Gramaglia | 80' |
| 7  | Delantero | Margarita Giménez | 80' |

| 6  | Centrocampista | Daniela Montoya | 75' |
| 15 | Delantero      | Wendy Bonilla   | 76' |
| 7  | Delantero      | Manuela Paví    | 76' |

|                      |                          | 0:1 | Acierto de penal       | Catalina Usme    |
| Florencia Bonsegundo | Acierto de penal         | 1:1 |                        |                  |
|                      |                          | 1:2 | Acierto de penal       | Jorelyn Carabalí |
| Sophia Braun         | Acierto de penal         | 2:2 |                        |                  |
|                      |                          | 2:3 | Acierto de penal       | Jorelyn Carabalí |
| Paulina Gramaglia    | Fallo de penal (atajado) | 2:3 |                        |                  |
|                      |                          | 2:3 | Fallo de penal (poste) | Mayra Ramírez    |
| Aldana Cometti       | Acierto de penal         | 3:3 |                        |                  |
|                      |                          | 3:4 | Acierto de penal       | Linda Caicedo    |
| Kishi Núñez          | Acierto de penal         | 4:4 |                        |                  |
|                      |                          | 4:5 | Acierto de penal       | Wendy Bonilla    |
| Eliana Stabile       | Fallo de penal (poste)   | 4:5 |                        |                  |

| Amonestado | 44' | Yamila Rodríguez |
| Amonestado | 44' | Germán Portanova |

| Amonestado | 38' | Daniela Arias    |
| Amonestado | 49' | Linda Caicedo    |
| Amonestado | 69' | Jorelyn Carabalí |

| Árbitra             | Ivana Projkovska    |
| Árbitras asistentes | Giulia Tempestilli  |
| Árbitras asistentes | Iragartze Fernández |
| Cuarta árbitra      | Marcelly Zambrano   |
| Quinta árbitra      | Mónica Amboya       |
| VAR                 | Luis Quiroz         |
| AVAR                | Susana Corella      |
| Asesora de árbitras | Cynthia Franco      |
| Quality Manager     | Carlos Pastorino    |

| 1          | Guardameta     | Solana Pereyra       |     |
| 4          | Defensa        | Catalina Roggerone   |     |
| 13         | Defensa        | Sophia Braun         |     |
| 6          | Defensa        | Aldana Cometti       |     |
| 14         | Defensa        | Milagros Martín      | 70' |
| 16         | Centrocampista | Evelyn Domínguez     | 80' |
| 5          | Centrocampista | Vanina Preininger    |     |
| 8          | Centrocampista | Daiana Falfán        |     |
| 10         | Delantero      | Maricel Pereyra      | 80' |
| 11         | Delantero      | Yamila Rodríguez     | 66' |
| 15         | Delantero      | Florencia Bonsegundo |     |
| Entrenador | Entrenador     | Germán Portanova     |     |

| 12         | Guardameta     | Katherine Tapia  |     |
| 17         | Defensa        | Carolina Arias   | 76' |
| 3          | Defensa        | Daniela Arias    |     |
| 16         | Defensa        | Jorelyn Carabalí |     |
| 22         | Defensa        | Daniela Caracas  |     |
| 10         | Centrocampista | Leicy Santos     |     |
| 5          | Centrocampista | Lorena Bedoya    | 75' |
| 11         | Centrocampista | Catalina Usme    |     |
| 21         | Delantero      | Valerin Loboa    | 76' |
| 9          | Delantero      | Mayra Ramírez    |     |
| 18         | Delantero      | Linda Caicedo    |     |
| Entrenador | Entrenador     | Ángelo Marsiglia |     |

| 9  | Delantero | Kishi Núñez       | 66' |
| 3  | Defensa   | Eliana Stábile    | 70' |
| 21 | Delantero | Paulina Gramaglia | 80' |
| 7  | Delantero | Margarita Giménez | 80' |

| 6  | Centrocampista | Daniela Montoya | 75' |
| 15 | Delantero      | Wendy Bonilla   | 76' |
| 7  | Delantero      | Manuela Paví    | 76' |

|                      |                          | 0:1 | Acierto de penal       | Catalina Usme    |
| Florencia Bonsegundo | Acierto de penal         | 1:1 |                        |                  |
|                      |                          | 1:2 | Acierto de penal       | Jorelyn Carabalí |
| Sophia Braun         | Acierto de penal         | 2:2 |                        |                  |
|                      |                          | 2:3 | Acierto de penal       | Jorelyn Carabalí |
| Paulina Gramaglia    | Fallo de penal (atajado) | 2:3 |                        |                  |
|                      |                          | 2:3 | Fallo de penal (poste) | Mayra Ramírez    |
| Aldana Cometti       | Acierto de penal         | 3:3 |                        |                  |
|                      |                          | 3:4 | Acierto de penal       | Linda Caicedo    |
| Kishi Núñez          | Acierto de penal         | 4:4 |                        |                  |
|                      |                          | 4:5 | Acierto de penal       | Wendy Bonilla    |
| Eliana Stabile       | Fallo de penal (poste)   | 4:5 |                        |                  |

| Amonestado | 44' | Yamila Rodríguez |
| Amonestado | 44' | Germán Portanova |

| Amonestado | 38' | Daniela Arias    |
| Amonestado | 49' | Linda Caicedo    |
| Amonestado | 69' | Jorelyn Carabalí |

| Árbitra             | Ivana Projkovska    |
| Árbitras asistentes | Giulia Tempestilli  |
| Árbitras asistentes | Iragartze Fernández |
| Cuarta árbitra      | Marcelly Zambrano   |
| Quinta árbitra      | Mónica Amboya       |
| VAR                 | Luis Quiroz         |
| AVAR                | Susana Corella      |
| Asesora de árbitras | Cynthia Franco      |
| Quality Manager     | Carlos Pastorino    |

| Estadísticas      | Bandera de Argentina | Bandera de Colombia |
| Tiros             | 10                   | 16                  |
| Tiros a puerta    | 3                    | 5                   |
| Faltas            | 16                   | 14                  |
| Saques de esquina | 1                    | 1                   |
| Penaltis          | 0                    | 0                   |
| Fueras de juego   | 1                    | 2                   |
| Posesión de balón | 38%                  | 62%                 |

### Definición del tercer puesto

#### Argentina vs. Uruguay
| 1 de agosto | Argentina                                        | 2:2 (1:2) (5:4 p.)         | Uruguay                                              | Estadio Rodrigo Paz Delgado, Quito             |                                                |
| 19:00       | Cometti 24' · Bonsegundo 83' (pen.)              | Reporte                    | Pizarro 35' · Viera 45'                              | Árbitra: Emikar Calderas VAR: Milagros Arruela | Árbitra: Emikar Calderas VAR: Milagros Arruela |
|             |                                                  | Tiros desde el punto penal |                                                      |                                                |                                                |
|             | Bonsegundo · Braun · Roggerone · Cometti · Núñez |                            | Pa. González · Lacoste · Ramírez · Olivera · Pizarro |                                                |                                                |

| 1          | Guardameta     | Solana Pereyra       |     |
| 4          | Defensa        | Catalina Roggerone   |     |
| 13         | Defensa        | Sophia Braun         |     |
| 6          | Defensa        | Aldana Cometti       |     |
| 14         | Defensa        | Milagros Martín      | 81' |
| 5          | Centrocampista | Vanina Preininger    |     |
| 22         | Centrocampista | Betina Soriano       | 81' |
| 8          | Centrocampista | Daiana Falfán        | 66' |
| 15         | Centrocampista | Florencia Bonsegundo |     |
| 10         | Centrocampista | Maricel Pereyra      | 66' |
| 11         | Delantero      | Yamila Rodríguez     | 66' |
| Entrenador | Entrenador     | Germán Portanova     |     |

| 12         | Guardameta     | Agustina Sánchez     | 90+4' |
| 4          | Defensa        | Laura Felipe         |       |
| 2          | Defensa        | Stephanie Lacoste    |       |
| 15         | Defensa        | Fátima Barone        |       |
| 7          | Defensa        | Stephanie Tregartten | 90+4' |
| 19         | Centrocampista | Wendy Carballo       | 84'   |
| 8          | Centrocampista | Ximena Velazco       |       |
| 9          | Centrocampista | Pamela González      |       |
| 21         | Centrocampista | Juliana Viera        |       |
| 10         | Delantero      | Belén Aquino         | 70'   |
| 11         | Delantero      | Esperanza Pizarro    |       |
| Entrenador | Entrenador     | Ariel Longo          |       |

| 16 | Centrocampista | Sofía Domínguez    | 66' |
| 9  | Delantero      | Kishi Núñez        | 66' |
| 19 | Centrocampista | Agostina Holzheier | 66' |
| 18 | Delantero      | Carolina Troncoso  | 81' |
| 3  | Defensa        | Eliana Stabile     | 81' |

| 20 | Centrocampista | Ángela Gómez      | 70'   |
| 5  | Centrocampista | Micaela Fitipaldi | 84'   |
| 13 | Guardameta     | Sofía Olivera     | 90+4' |
| 6  | Centrocampista | Sindy Ramírez     | 90+4' |

| Anotado         | 24' | Aldana Cometti       | 1:0 |
| Anotado · Penal | 83' | Florencia Bonsegundo | 2:2 |

| Anotado | 35' | Esperanza Pizarro | 1:1 |
| Anotado | 45' | Juliana Viera     | 1:2 |

|                      |                  | 0:1 | Acierto de penal         | Pamela González   |
| Florencia Bonsegundo | Acierto de penal | 1:1 |                          |                   |
|                      |                  | 1:1 | Fallo de penal (atajado) | Sthepanie Lacoste |
| Sophia Braun         | Acierto de penal | 2:1 |                          |                   |
|                      |                  | 2:2 | Acierto de penal         | Sindy Ramírez     |
| Catalina Roggerone   | Acierto de penal | 2:3 |                          |                   |
|                      |                  | 3:3 | Acierto de penal         | Sofía Olivera     |
| Aldana Cometti       | Acierto de penal | 4:3 |                          |                   |
|                      |                  | 4:4 | Acierto de penal         | Esperanza Pizarro |
| Kishi Núñez          | Acierto de penal | 5:4 |                          |                   |

| Amonestado | 16'   | Pamela González |
| Amonestado | 68'   | Ximena Velazco  |
| Amonestado | 90+3' | Laura Felipe    |

| Árbitra             | Emikar Calderas    |
| Árbitras asistentes | Migdalia Rodríguez |
| Árbitras asistentes | Francis García     |
| Cuarta árbitra      | Marcelly Zambrano  |
| Quinta árbitra      | Viviana Segura     |
| VAR                 | Milagros Arruela   |
| AVAR                | Mariana Aquino     |
| Asesora de árbitras | Sandra Zambrano    |
| Quality Manager     | Cynthia Franco     |

| 1          | Guardameta     | Solana Pereyra       |     |
| 4          | Defensa        | Catalina Roggerone   |     |
| 13         | Defensa        | Sophia Braun         |     |
| 6          | Defensa        | Aldana Cometti       |     |
| 14         | Defensa        | Milagros Martín      | 81' |
| 5          | Centrocampista | Vanina Preininger    |     |
| 22         | Centrocampista | Betina Soriano       | 81' |
| 8          | Centrocampista | Daiana Falfán        | 66' |
| 15         | Centrocampista | Florencia Bonsegundo |     |
| 10         | Centrocampista | Maricel Pereyra      | 66' |
| 11         | Delantero      | Yamila Rodríguez     | 66' |
| Entrenador | Entrenador     | Germán Portanova     |     |

| 12         | Guardameta     | Agustina Sánchez     | 90+4' |
| 4          | Defensa        | Laura Felipe         |       |
| 2          | Defensa        | Stephanie Lacoste    |       |
| 15         | Defensa        | Fátima Barone        |       |
| 7          | Defensa        | Stephanie Tregartten | 90+4' |
| 19         | Centrocampista | Wendy Carballo       | 84'   |
| 8          | Centrocampista | Ximena Velazco       |       |
| 9          | Centrocampista | Pamela González      |       |
| 21         | Centrocampista | Juliana Viera        |       |
| 10         | Delantero      | Belén Aquino         | 70'   |
| 11         | Delantero      | Esperanza Pizarro    |       |
| Entrenador | Entrenador     | Ariel Longo          |       |

| 16 | Centrocampista | Sofía Domínguez    | 66' |
| 9  | Delantero      | Kishi Núñez        | 66' |
| 19 | Centrocampista | Agostina Holzheier | 66' |
| 18 | Delantero      | Carolina Troncoso  | 81' |
| 3  | Defensa        | Eliana Stabile     | 81' |

| 20 | Centrocampista | Ángela Gómez      | 70'   |
| 5  | Centrocampista | Micaela Fitipaldi | 84'   |
| 13 | Guardameta     | Sofía Olivera     | 90+4' |
| 6  | Centrocampista | Sindy Ramírez     | 90+4' |

| Anotado         | 24' | Aldana Cometti       | 1:0 |
| Anotado · Penal | 83' | Florencia Bonsegundo | 2:2 |

| Anotado | 35' | Esperanza Pizarro | 1:1 |
| Anotado | 45' | Juliana Viera     | 1:2 |

|                      |                  | 0:1 | Acierto de penal         | Pamela González   |
| Florencia Bonsegundo | Acierto de penal | 1:1 |                          |                   |
|                      |                  | 1:1 | Fallo de penal (atajado) | Sthepanie Lacoste |
| Sophia Braun         | Acierto de penal | 2:1 |                          |                   |
|                      |                  | 2:2 | Acierto de penal         | Sindy Ramírez     |
| Catalina Roggerone   | Acierto de penal | 2:3 |                          |                   |
|                      |                  | 3:3 | Acierto de penal         | Sofía Olivera     |
| Aldana Cometti       | Acierto de penal | 4:3 |                          |                   |
|                      |                  | 4:4 | Acierto de penal         | Esperanza Pizarro |
| Kishi Núñez          | Acierto de penal | 5:4 |                          |                   |

| Amonestado | 16'   | Pamela González |
| Amonestado | 68'   | Ximena Velazco  |
| Amonestado | 90+3' | Laura Felipe    |

| Árbitra             | Emikar Calderas    |
| Árbitras asistentes | Migdalia Rodríguez |
| Árbitras asistentes | Francis García     |
| Cuarta árbitra      | Marcelly Zambrano  |
| Quinta árbitra      | Viviana Segura     |
| VAR                 | Milagros Arruela   |
| AVAR                | Mariana Aquino     |
| Asesora de árbitras | Sandra Zambrano    |
| Quality Manager     | Cynthia Franco     |

| Estadísticas      | Bandera de Argentina | Bandera de Uruguay |
| Tiros             | 8                    | 7                  |
| Tiros a puerta    | 4                    | 3                  |
| Faltas            | 17                   | 15                 |
| Saques de esquina | 6                    | 1                  |
| Penaltis          | 1                    | 0                  |
| Fueras de juego   | 1                    | 1                  |
| Posesión de balón | 65%                  | 35%                |